# Dobravlje
Dobravlje (in italiano in passato Dobraule o Dobraule Santa Croce) è un paese della Slovenia, insediamento (naselje) del comune di Aidussina.
La località , che si trova a 118,7 metri s.l.m. ed a 19,3 chilometri dal confine italiano, è situata al centro della Valle del Vipacco, sulla strada Aidussina-Nova Gorica. È capoluogo di una delle 28 comunità locali in cui si suddivide il comune.
 
L'insediamento è costituito, oltre al capoluogo, anche dagli agglomerati di Velika vas, Hrib, Hrobači, Pikči, Kozja para.

## Geografia fisica

### Alture principali
Mišje brdo, mt 165; Šibunk, mt 183.

### Corsi d'acqua
Fiume Vipacco (Vipava), torrente Skrivšek; Vrnivec.

## Storia
Durante il dominio asburgico la località fu comune catastale autonomo all'interno della Contea di Gorizia e Gradisca (a sua volta inquadrata dapprima nel Regno d'Illiria e poi dal 1849 nel Litorale austriaco). In seguito il comune catastale di Dobraule venne aggregato al vicino comune di Santa Croce (Heiligenkreuz, Sveta Križ). La località era nota col toponimo italiano di Dobraule e con quelli sloveni di Dobraulje e Dobravlje.
Nel 1920, in seguito alla prima guerra mondiale e al Trattato di Rapallo, la località venne annessa dal Regno d'Italia così come il resto della Venezia Giulia. Il toponimo venne modificato dapprima in Dobraulie e poi nel 1923 in Dobraule di Santa Croce. Nello stesso anno la località venne inquadrata nella Provincia del Friuli assieme al resto del comune di Santa Croce (ridenominata a sua volta Santa Croce di Aidussina). Nel 1927 il comune di Santa Croce di Aidussina venne aggregato alla ricostituita provincia di Gorizia.
Nel 1947, in seguito alla seconda guerra mondiale e ai Trattati di Parigi, la località passò alla Jugoslavia. Dal 1991 fa parte della Slovenia.

## Infrastrutture e trasporti
La località è servita dalla stazione di Dobravlje, posta lungo la linea Prevacina-Aidussina.